# Friedrich Pradel
Friedrich Pradel, född 16 april 1901 i Berlin, död 24 september 1978 i Hannover, var en tysk poliskommissarie och major i Schutzpolizei. Med tjänstegraden SS-Hauptsturmführer var han chef för avdelning (Amt) II D 3 a inom Reichssicherheitshauptamt, Tredje rikets säkerhetsministerium. Denna avdelning ansvarade för säkerhetspolisens (Sicherheitspolizei, Sipo) fordonspark. Tillsammans med bland andra Walter Rauff deltog Pradel i utvecklandet av gasvagnar, det vill säga mobila gaskammare.
Pradel beordrade chefsmekanikern Harry Wentritt att konstruera en anordning så att fordonets avgaser kunde föras in i lastutrymmet och därmed kväva de personer som befann sig där.
Den 6 juni 1966 dömdes Pradel till sju års fängelse, medan Wentritt dömdes till 3 års fängelse.